# Indian Super League Emerging Player of the League
l'Indian Super League: Emerging Player of the League è un premio annuale assegnato al miglior giovane giocatore indiano emergente in quella stagione dell'Indian Super League (ISL). Il primo premio è stato consegnato dalla stagione inaugurale della lega nel 2014 a Sandesh Jhingan dei Kerala Blasters.

## Albo d'oro
| Stagione  | Nazione          | Giocatore            | Squadra         |
| --------- | ---------------- | -------------------- | --------------- |
| 2014      | India (bandiera) | Sandesh Jhingan      | Kerala Blasters |
| 2015      | India (bandiera) | Jeje Lalpekhlua      | Chennaiyin      |
| 2016      | India (bandiera) | Jerry Lalrinzuala    | Chennaiyin      |
| 2017-2018 | India (bandiera) | Lalruatthara         | Kerala Blasters |
| 2018-2019 | India (bandiera) | Sahal Abdul Samad    | Kerala Blasters |
| 2019-2020 | India (bandiera) | Sumit Rathi          | ATK             |
| 2020-2021 | India (bandiera) | Lalengmawia          | NorthEast Utd   |
| 2021-2022 | India (bandiera) | Naorem Roshan Singh  | Bengaluru       |
| 2022-2023 | India (bandiera) | Sivasakthi Narayanan | Bengaluru       |
| 2023-2024 | India (bandiera) | Vikram Partap Singh  | Mumbai City     |
| 2024-2025 | India (bandiera) | Brison Fernandes     | FC Goa          |

## Statistiche della Indian Super League

### Vincitori Hero of the League per squadra
| Titoli | Squadra         | Stagioni                   |
| ------ | --------------- | -------------------------- |
| 3      | Kerala Blasters | 2014, 2017-2018, 2018-2019 |
| 2      | Chennaiyin      | 2015, 2016                 |
| 2      | Bengaluru       | 2021-2022, 2022-2023       |
| 1      | ATK             | 2019-2020                  |
| 1      | NorthEast Utd   | 2020-2021                  |
| 1      | Mumbai City     | 2023-2024                  |
| 1      | FC Goa          | 2024-2025                  |